# George Hastings, 1. Earl of Huntingdon
George Hastings, 1. Earl of Huntingdon (* 1488; † 24. März 1544), war ein englischer Adliger und Politiker.
Er war der Sohn und Erbe des Edward Hastings, 2. Baron Hastings, und der Mary Hungerford, 5. Baroness Botreaux. Anlässlich der Hochzeit von Arthur Tudor, Prince of Wales, mit Katharina von Aragon wurde er am 14. November 1501 von König Heinrich VII. zum Knight of the Bath geschlagen. 1506 erbte er von seinem Vater die Titel 3. Baron Hastings (of Hastings) (1461) und 2. Baron Hastings of Hungerford (1482). König Heinrich VIII. nahm ihn in seinen Kronrat auf und verlieh ihm am 8. Dezember 1529 den Titel Earl of Huntingdon. Um 1530 erbte er von seiner Mutter auch die Titel 6. Baron Botreaux, 6. Baron Hungerford und 4. Baron de Moleyns.
Um 1509 heiratete er Lady Anne Stafford (1483–1544), Tochter des Henry Stafford, 2. Duke of Buckingham und der Katherine Woodville, Witwe des Sir Walter Herbert († 1507), Sohn des William Herbert, 1. Earl of Pembroke. Mit ihr hatte er fünf Söhne und zwei Töchter:
- Francis Hastings, 2. Earl of Huntingdon (1514–1560), ⚭ 1532 Catharine Pole, Tochter des Henry Pole, 1. Baron Montagu;
- Sir Thomas Hastings ⚭ Winifred Pole, Tochter des Henry Pole, 1. Baron Montagu;
- Henry Hastings (1518–1556);
- William Hastings (1518–1556);
- Edward Hastings, 1. Baron Hastings of Loughborough (um 1520–1572), ⚭ um 1544 Joan Harrington;
- Lady Mary Hastings († 1533), ⚭ 1526 Thomas Berkeley, 6. Baron Berkeley;
- Lady Dorothea Hastings, ⚭ 1536 Hon. Sir Richard Devereux († 1547), Sohn und Erbe des Walter Devereux, 1. Viscount Hereford.